# Kihō
Kihō (紀宝町?) è una cittadina giapponese della prefettura di Mie.